# Chiesa di Santa Maria Assunta (Pontecurone)
La chiesa di Santa Maria Assunta  è un luogo di culto cattolico situato in via Roma a Pontecurone, in provincia di Alessandria. La chiesa è sede della parrocchia omonima del vicariato Bassa Valle Scrivia della diocesi di Tortona. 

## Storia
La chiesa fu menzionata per la prima volta in un documento del 1175 anche se è probabile che fosse già esistente in epoca antecedente. L'edificio attuale fu realizzato tra il XIII ed il XIV secolo.

## Descrizione
La chiesa presenta una facciata a capanna in mattoni scandita da quattro contrafforti. Il portale ogivale decorato con formelle in cotto è sormontato da un rosone.
L'interno, suddiviso in tre navate, a loro volta divise da pilastri cruciformi, presenta le caratteristiche di una chiesa a sala ed è decorato da preziosi affreschi del XV-XVII secolo. In controfacciata Miracoli di San Pietro (1460-80) e Madonna col Bambino e San Nicola (1502 circa) di Quirico da Tortona d'impronta lombarda. Questa influenza figlia della dominazione milanese s Pontecurone nel corso del XV secolo è evidente anche nella  Crocifissione, sormontata da un'Annunciazione e sovrastante San Francesco che riceve le stigmate, nella prima campata della navata sinistra. Nella terza campata della navata destra il trittico con la Vergine in trono tra i Santi Apollonia e Biagio, di Manfredino Boxilio. Sempre di quest'ultimo artista Ss. Agostino e Nicola da Tolentino sul fondo della parete del presbiterio.
Nel corso del XVII secolo vennero poi realizzate delle aggiunte alla fabbrica della chiesa, come la cappella del Rosario, con affreschi di Gian Mauro della Rovere.